# Copacabana (Kolumbien)
Copacabana ist eine Gemeinde (municipio) im Departamento Antioquia in Kolumbien und gehört zur Metropolregion Valle de Aburrá, der Metropolregion von Medellín.

## Geographie
Copacabana liegt nördlich von Medellín im Valle de Aburrá in Antioquia und hat eine Durchschnittstemperatur von 22,5 °C. An die Gemeinde grenzen im Norden San Pedro de los Milagro, im Westen Girardota, im Westen Bello und im Süden Medellín und Guarne.

## Bevölkerung
Die Gemeinde Copacabana hat 84.389 Einwohner, von denen 69.766 im städtischen Teil (cabecera municipal) der Gemeinde leben. In der Metropolregion Valle de Aburrá leben insgesamt 4.173.692 Menschen (Stand: 2022).

## Geschichte
Auf dem Gebiet des heutigen Copacabana lebte das indigene Volk der Niquía. Die ersten Spanier erreichten das Aburrá-Tal 1541. Der Ort war zunächst unter dem Namen La Tasajera ein Standort von Bergwerken. Seit 1659 war der Ort eine Kirchengemeinde mit dem Namen Beneficio. Nach einem aus Copacabana, Bolivien, importierten Heiligenbild wurde der Ort schließlich 1702 in Nuestra Señora de Copacabana de la Tasajera umbenannt, wovon dann nur Copacabana übrig blieb.

## Wirtschaft
Die wichtigsten Wirtschaftszweige in Copacabana sind die Industrie, Textilindustrie und Landwirtschaft, insbesondere der Anbau von Zwiebeln, Orangen und Naturfasern.

## Söhne und Töchter der Stadt
- Francisco Javier Múnera Correa (* 1956), Erzbischof von Cartagena
- José de Jesús Quintero Díaz (* 1949), Bischof von Tibú (1996–2000) und Apostolischer Vikar von Leticia (2000–)